# Enrique de Mesa
Enrique de Mesa Rosales (Madrid, 9 de abril de 1878-Madrid, 27 de mayo de 1929) fue un poeta y crítico teatral español perteneciente a la generación del 98, aunque otros lo clasifican dentro del posmodernismo de principios del siglo XX.

## Biografía
Nacido el 9 de abril de 1878 en Madrid, casi toda su vida transcurrió en esta ciudad, salvo una estancia de unos pocos meses en los que estuvo confinado y desterrado en Soria por orden de la dictadura de Miguel Primo de Rivera, que además le apartaron mediante destitución y expulsión del escalafón de su cargo, por lo que sus últimos meses fueron un "espantoso sufrimiento moral" hasta que "se desplomó muerto" según Augusto Barcia.

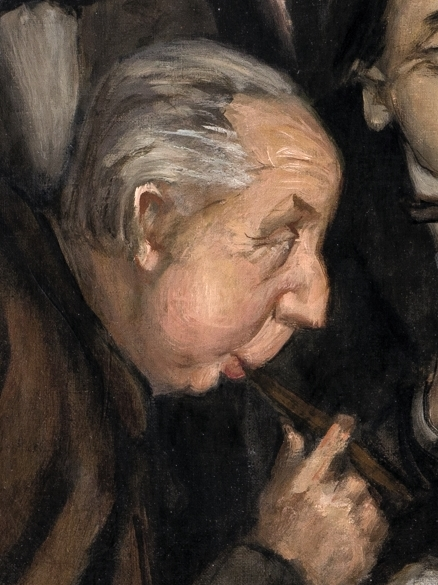
Detalle del cuadro Supuesto homenaje al escultor Sebastián Miranda (1925) de Francisco Sancha donde aparece caricaturizado Enrique de Mesa

En la capital de España se licenció en leyes, pero no ejerció. Trabajó como oficial de instrucción pública. En 1903 ganó un premio literario ofrecido por el periódico El Liberal de Madrid y desde entonces se dedicó a las letras. Fue crítico teatral de El Imparcial. En 1917, cuando frisaba ya los treinta y nueve años y llevaba publicada tan sólo la mitad de su obra literaria, Ramón Pérez de Ayala consideraba a Mesa como un poeta genuino: sincero en el fondo y acabado en la forma. Mesa entronca con los versificadores castellanos de los siglos xvi y xvii, que en la contemplación de la naturaleza y en el costumbrismo encontraron los motivos de su inspiración; en su obra se encuentran muchos ecos de Íñigo López de Mendoza, marqués de Santillana, de Juan Ruiz, el arcipreste de Hita, y de la lírica cancioneril del Prerrenacimiento, de la que fue un devoto lector, pues no en vano escribió un erudito ensayo sobre la poesía y los poetas en la corte de Juan II. Falleció el 27 de mayo de 1929 y fue enterrado en el cementerio de la Almudena.
Se casó con Carmen Gallardo Martín-Gamero en 1911. El matrimonio tuvo un hijo llamado Diego. Su hijo y su viuda en 1939 se exiliaron en México, donde ella murió el 12 de marzo de 1951. Mesa realizó retiros en la cartuja de El Paular.

## Obra

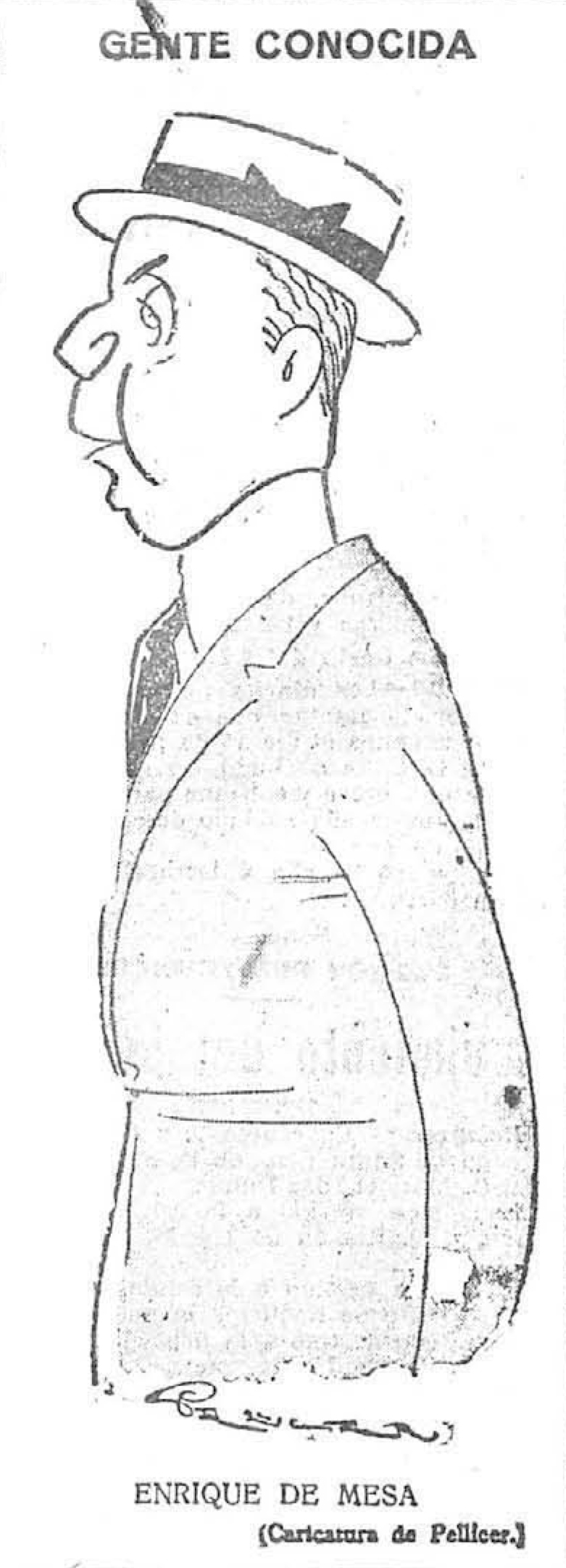
Caricaturizado por Pellicer en El Imparcial (1925)

Su producción literaria más temprana aparece en 1905, El retrato de Don Quijote, ensayo de crítica teatral, actividad a la que dedicó su última época. A partir de 1916 dio conferencias desde la cátedra del Ateneo de Madrid. Se dedicó igualmente a estudios de investigación histórico-poética, en un amplio y documentado ensayo sobre la poesía y los poetas en la corte de Juan II.
Como poeta se estrenó en 1906 con su poema Tierra y alma, una serie corta de impresiones de la sierra de Guadarrama. En 1911 publica el Cancionero castellano. En 1916 logró Enrique de Mesa el Premio Fastenrath, de la Academia Española con Silencio de la Cartuja fruto de sus retiros esporádicos en la celda del archivero de la excartuja de El Paular. Su último libro poético apareció en los primeros meses de 1929, poco antes de su prematura muerte: La posada y el camino. En él, Mesa alcanza su plena madurez poética. Federico de Onís lo clasifica entre los noventayochistas por su visión de Castilla y por algunas coincidencias formales con Antonio Machado y Miguel de Unamuno, pero algún crítico prefiere considerarlo dentro del modernismo o más bien del postmodernismo. Sin embargo, en la poesía del autor hay contenidos sociales cercanos al socialismo. Formó parte de la Liga de Educación Política auspiciada por José Ortega y Gasset. Sus obras en prosa responden más a la estética modernista: Tragicomedia (1910), Flor pagana. Sus Poesías completas se editaron en Buenos Aires: Espasa-Calpe, 1941.
Como crítico teatral señaló el nuevo brío que trajeron a la escena los hermanos Serafín y Joaquín Álvarez Quintero, pero denunció también sus no pocos excesos. Respecto al teatro de Manuel Linares Rivas, cuyas obras despertaban más interés por los temas que trataba que por sus virtudes dramáticas, denunció que La mala ley era una pieza «sin pasión y sin inteligencia». También atacó la costumbre habitual entre los dramaturgos de su época de «fusilar» obras extranjeras sin la menor vergüenza haciéndolas pasar por originales. Colaboró con Alejandro Miquis en el malogrado proyecto del «Teatro del Arte» (1908-1911), luego continuado con mayor éxito por Gregorio Martínez Sierra. Publicó sus críticas teatrales en el libro Apostillas a la escena (1929).
Tradujo también algunas obras del francés, como el Viaje por España (1920), del escritor parnasiano Théophile Gautier, y del inglés, como Cosas de España, del hispanista Richard Ford.

## Obras
- Flor pagana (1905).
- Retrato de Don Quijote (1905).
- El Retrato de Dorian Gray (1902).
- Andanzas serranas (1910).
- Tierra y alma (1906).
- Cancionero castellano (1911; segunda edición 1917).
- El silencio de la Cartuja (1916).
- La posada y el camino (1928).
- Apostillas a la escena (1929).